# リベラ・メ
『リベラ・メ』（原題：리베라 메）は2000年の韓国映画。題名の『リベラ・メ 〈Libera Me〉』はラテン語で「我を救いたまえ」という意味の聖書から引用された言葉。
ヤン・ユノ監督の5作目の作品。韓国での観客動員は100万人。
青龍賞 百想芸術大賞 黄金撮影賞 大鐘賞 春史羅雲奎映画芸術祭にて多数の賞を受賞。

## 概要
消防車輌300台・火薬3トン・LPガス6トンを投入し、作品の舞台となる釜山市の警察・消防・市民の全面協力のもと街の中心地で撤去予定のアパートや病院を破壊したり、居住区にセット組んで燃やすなどして撮影された。自国の技術者たちがハリウッドの資料などを研究し、CG・ミニチュア・スタントマンを使わずして火災シーンをリアルに再現した作品。

## ストーリー
少年期から監獄に収監されていたヒスが刑期を終え仮釈放された直後、ボイラー室が爆発し建物は炎上した。消防士サンウはマンションで発生した火災に違和感を覚えた。消防署の捜査員ミンソンもそれまでの火災を単なる火災ではなく連続放火事件と考えたが、警察はとりあわない。
そんな中、また巧妙にしかけられた火災がおこる。集まる野次馬の中に立つ一人の男がサンウの目をとらえる。男の唇が動いたその瞬間、ガソリンスタンドが爆発した。

## キャスト
| 役名              | 俳優                 | 日本語吹替 |
| ----------------- | -------------------- | ---------- |
| サンウ            | チェ・ミンス         | 池田秀一   |
| ヒス              | チャ・スンウォン     | 山路和弘   |
| ヒョンテ          | ユ・ジテ             | 平田広明   |
| ミンソン          | キム・ギュリ         | 宮村優子   |
| ハンム            | パク・サンミョン     | 大塚明夫   |
| インホ（イノ）    | イ・ホジェ           | 堀勝之祐   |
| マンチ （トッキ） | キム・スロ           |            |
| イ・ジュンソン    | チョン・ジュン       | 中村大樹   |
| チョン・ジョング  | パク・チェフン       |            |
| ソル・インジェ    | チョン・ウォンジュン |            |
| テソン            | チョ・ソンムク       |            |
| ソナ              | キム・エラン         |            |

- その他の声の吹き替え：中博史／土井美加／坂東尚樹／咲野俊介／増田ゆき／沢海陽子／小野健一／伊藤栄次／志村知幸／横尾博之／浜田賢二／折笠愛／川田紳司／比嘉久美子／稲田徹／川崎恵理子／田中完／引田有美／大西健晴／瀧本富士子

## 製作・エピソード

### スタッフ
- 監督：ヤン・ユノ
- 製作：ソ・ジョンミン
- 脚本：ヨ・ジナ、ヒョン・チュンヨル
- 撮影： ソ・ジョンミン
- 照明：シン・ジュナ
- 音楽イ・ドンジュン
- 編集賞：パク・スンドク
- 特殊効果：チョン・ドアン

### 受賞歴
- 第21回(2000)青龍賞 技術賞（特殊効果：チョン・ドアン）
- 第37回(2001)百想芸術大賞 大賞・作品賞・最優秀男子演技賞（チェ・ミンス）
- 第24回(2001)黄金撮影賞 金賞（ソ・ジョンミン）・照明賞（シン・ジュナ）・準会員賞（ペク・ドンヒョン）
- 第38回(2001)大鐘賞 撮影賞（ソ・ジョンミン）・照明賞（シン・ジュナ）・編集賞（パク・スンドク）・特殊効果賞（チョン・ドアン）
- 第9回(2001)春史羅雲奎映画芸術祭 撮影賞（ソ・ジョンミン）・技術賞（チョン・ドアン）

## DVD・書籍
- DVD『リベラ・メ』JAN：4988105023642 （2002年 3月21日発売）
- ノベライズ『リベラ・メ』ヒョン・チュンヨル、ヨ・ジナ著 小林弘利 翻訳 角川文庫 ISBN 4042891012 （2001年10月発売）